# Asteroma microspermum
Asteroma microspermum är en svampart som först beskrevs av Peck, och fick sitt nu gällande namn av B. Sutton 1980. Asteroma microspermum ingår i släktet Asteroma och familjen Gnomoniaceae.   Inga underarter finns listade i Catalogue of Life.